# Народная Марка (премия)
Премия «Народная марка» — премия в области построения брендов на российском рынке, присуждаемая на основе мнения покупателей о бренде, путем проведения независимого голосования в общенациональном масштабе. Премия была учреждена Международной академией брэнда при участии Торгово-промышленной палаты России и вручается ежегодно с 1998 года.

## Общие сведения
Премия «Народная марка/Марка № 1 в России» нацелена на поддержку добросовестной конкуренции и признает необходимым условием создания бренда соблюдение гарантированного качества товара и оправдание доверия покупателей. Премия развивает и поддерживает в общественном сознании роль и значение бренда.
Организаторы премии выделяют два основных критерия, определяющих лидерство бренда:
- top of mind (первая вспоминаемая марка);
- perceived quality (воспринимаемое качество — насколько покупатели любят бренд, доверяют ему и готовы его рекомендовать).

Рейтинг «Народная марка» составляется ежегодно. По условиям конкурса его победители получают право на использование эмблемы «Народная марка/Марка № 1 в России» в рекламе и на упаковке в течение двух лет.

## История возникновения конкурса «Народная марка»
Первый конкурс и вручение премий «Народная марка» состоялся в 1998 году. В девяностых в Россию пришло множество мировых корпораций, предлагавших свои, новые для россиян, товары. Для оценки успешности построения брендов на российском рынке и привлечения внимания российских производителей к процессу продвижения товаров в рыночных условиях был проведен первый национальный конкурс марочных товаров — «Народная марка». В основу конкурса была положена следующая концепция: если марка обладает общенациональной известностью и сформировала о себе мнение как о лучшей среди аналогичных, то можно с уверенностью говорить о построении успешного национального бренда.

### Победители первого конкурса «Народная марка-1998»
- Автомобиль — ВАЗ
- Телевизор — SAMSUNG
- Стиральная машина — BOSCH
- Кроссовки — ADIDAS
- Джинсы — LEVI’S
- Стиральный порошок — TIDE
- Шампунь — PANTENE PRO-V
- Зубная паста — BLEND-A-MED
- Жевательная резинка — DIROL
- Сигареты — MARLBORO
- Водка — КРИСТАЛЛ
- Пиво — БАЛТИКА
- Газированный напиток — SPRITE
- Сок — J7
- Кофе — NESCAFE
- Чай — МАЙСКИЙ ЧАЙ
- Конфеты, шоколад — КРАСНЫЙ ОКТЯБРЬ
- Йогурт — DANONE
- Холодильник — STINOL

## Переименование
В 2007 году был проведен ребрендинг и введено новое наименование конкурса — «Марка № 1 в России». В 2007 и 2008 годах указывались оба наименования конкурса.

## Порядок проведения конкурса
Конкурс построен в форме независимого голосования российских покупателей, проводимого в национальном масштабе. Категории конкурса тщательно отбираются на основе исследований потребительского рынка, так чтобы товары, представленные в категории, были в основном марочными, имели национальную дистрибуцию и использовались большинством жителей страны.
Для выдвижения брендов на награду в общероссийских изданиях и в сети Интернет публикуется анкета «Народная Марка». Анкета включает один открытый вопрос «Вы считаете лучшим?» и перечисление нескольких десятков (от 20) категорий товаров. В анкете нет предложенных вариантов ответа. Названия марок товаров люди вписывают самостоятельно — соответственно, ими становятся первые вспоминаемые марки /top of mind/. Формулировка вопроса «Вы считаете лучшим?» заставляет задуматься и вписать именно те бренды, которые покупатель ассоциирует с высшим качеством данного товара /perceived quality/.
Выход анкеты анонсируется в прессе, на телевидении и по радио. Структура конкурса позволяет привлечь к участию жителей всех регионов и административных округов Российской Федерации, включая малые населённые пункты, что в процентном соотношении отражает территориальную структуру населения РФ.
Для привлечения наиболее широкой аудитории к заполнению анкет организован розыгрыш призов. Репрезентативность выборки подтверждена ведущими исследовательскими компаниями. Точность результатов составляет 0.005 с доверительным уровнем 99 %.
Победители конкурса определяются простым подсчётом голосов. Ими становятся торговые марки, наиболее часто упомянутые в каждой категории. Объявление победителей конкурса ежегодно проходит на масштабной шоу-церемонии в Государственном Кремлёвском дворце.
В 2006 году ОАО «РБК Информационные Системы» объявило о покупке компании ООО «Народная Марка», владеющей правами на проведение одноимённого конкурса.

## Пресса о премии
1. «Народная марка» — это уникальный проект по определению в национальном масштабе брендов-лидеров российского рынка. В состязании за право называться лучшими приняли участие известные фирмы, производящие продукты питания, домашнюю технику, автомобили, алкогольные товары и многое другое. Конкурс завершился грандиозным концертом в Кремле, где победителям и были вручены призы[5].
2. Репортаж РБК.Стиль о церемонии награждения лауреатов премии «Марка № 1 в России 2009»[6].
3. Репортаж о гала-концерте, приуроченном к вручению премии «Народная марка / Марка № 1 в России 2007»[7].